# La torre de los siete jorobados (novela)
La torre de los siete jorobados es una novela del escritor Emilio Carrere.

## Descripción
Escrita por Emilio Carrere y publicada por primera vez completa en 1920, en su génesis se incluyeron retazos de obras previas, así como hubo capítulos que habrían sido completados por otro escritor, Jesús de Aragón. En el relato, ambientado en Madrid, Carrere introduce personajes inspirados en el mundo que le rodeaba, como Valle Inclán o Cansinos Assens. En 1944 fue adaptada al cine por Edgar Neville.